# Правило Ленца
Пра́вило Ле́нца определяет направление индукционного тока. Оно гласит:

Индукционный ток всегда имеет такое направление, что он ослабляет действие причины, возбуждающей этот ток.
— Сивухин Д. В. § 65. Правило Ленца // Общий курс физики. — М.: Наука, 1977. — Т. III. Электричество. — С. 268. — 688 с.
Правило сформулировано в 1833 году Э. Х. Ленцем. Позднее оно было обобщено на все физические явления в работах Ле Шателье (1884) и Брауна (1887), это обобщение известно как принцип Ле Шателье — Брауна.
Эффектной демонстрацией правила Ленца является опыт Элиу Томсона.

## Физическая суть правила
Согласно закону электромагнитной индукции Фарадея при изменении магнитного потока {\displaystyle \Phi }, пронизывающего электрический контур, в нём возбуждается ток, называемый индукционным. Величина электродвижущей силы, ответственной за этот ток, определяется уравнением:
{\displaystyle {\mathcal {E}}^{ind}=-{\frac {d\Phi }{dt}},}
где знак «минус» означает, что ЭДС индукции действует так, что индукционный ток препятствует изменению потока. Этот факт и отражён в правиле Ленца.

Внешнее однородное магнитное поле увеличивается (слева) или уменьшается со временем, из-за чего возникает вихревое электрическое поле. Если вдоль какого-то кольца проложить провод, то текущий в нём индукционный ток будет сонаправлен с и создаст своё магнитное поле, антипараллельное (слева) или параллельное внешнему.

Правило Ленца носит обобщённый характер и справедливо в различных физических ситуациях, которые могут отличаться конкретным физическим механизмом возбуждения индукционного тока. Так, если изменение магнитного потока вызвано изменением площади контура (например, за счёт движения одной из сторон прямоугольного контура), то индукционный ток возбуждается силой Лоренца, действующей на электроны перемещаемого проводника в постоянном магнитном поле. Если же изменение магнитного потока связано с изменением величины внешнего магнитного поля (такой случай см. на рисунке), то индукционный ток возбуждается вихревым электрическим полем, появляющимся при изменении магнитного поля. Однако в обоих случаях индукционный ток направлен так, чтобы скомпенсировать изменение потока магнитного поля через контур.
Если внешнее магнитное поле, пронизывающее неподвижный электрический контур, создаётся током, текущим в другом контуре, то индукционный ток может оказаться направлен как в том же направлении, что и внешний, так и в противоположном: это зависит от того, уменьшается или увеличивается внешний ток. Если внешний ток увеличивается, то растёт создаваемое им магнитное поле и его поток, что приводит к появлению индукционного тока, уменьшающего это увеличение. В этом случае индукционный ток направлен в сторону, противоположную основному. В обратном случае, когда внешний ток уменьшается со временем, уменьшение магнитного потока приводит к возбуждению индукционного тока, стремящегося увеличить поток, и этот ток направлен в ту же сторону, что и внешний ток.